# Serie A Apertura 2005 (Ecuador)
Il torneo di Apertura Serie A 2005 è stata la 47ª edizione della massima serie del campionato di calcio dell'Ecuador ed è stata vinta dalla LDU Quito.

## Formula
La stagione 2005 è divisa in due fasi: Apertura e Clausura. A differenza delle edizioni precedenti, ciascuna fase nomina un campione.
L'Apertura si svolge dapprima in girone unico; una volta concluse le 18 gare previste, le prime 8 classificate passano ai quarti di finale, che prevedono l'eliminazione diretta; l'ultima in classifica viene invece retrocessa.

## Prima fase
|  | Pos. | Squadra           | Pt | G  | V  | N | P  | GF | GS | DR  |
|  | ---- | ----------------- | -- | -- | -- | - | -- | -- | -- | --- |
|  | 1.   | LDU Quito         | 41 | 18 | 13 | 2 | 3  | 48 | 22 | +26 |
|  | 2.   | El Nacional       | 33 | 18 | 9  | 6 | 3  | 41 | 27 | +14 |
|  | 3.   | Barcelona SC      | 26 | 18 | 7  | 5 | 6  | 19 | 31 | -12 |
|  | 4.   | Deportivo Cuenca  | 25 | 18 | 7  | 4 | 7  | 26 | 28 | -2  |
|  | 4.   | LDU Loja          | 25 | 18 | 7  | 4 | 7  | 35 | 38 | -3  |
|  | 6.   | Deportivo Quito   | 24 | 18 | 7  | 3 | 8  | 36 | 23 | +13 |
|  | 6.   | Aucas             | 24 | 18 | 7  | 3 | 8  | 22 | 27 | -5  |
|  | 8.   | Olmedo            | 23 | 18 | 6  | 5 | 7  | 22 | 25 | -3  |
|  | 9.   | Emelec            | 20 | 18 | 5  | 5 | 8  | 24 | 31 | -7  |
|  | 10.  | Deportivo Quevedo | 9  | 18 | 2  | 3 | 13 | 22 | 43 | -21 |

## Fase a eliminazione diretta

### Quarti di finale

#### Andata
| 6 luglio 2005                                              | Olmedo    | 1 – 1 referto | LDU Quito |  |
| \| \| \| \| \| Hurtado 24’ \| Marcatori \| 79’ Graziani \| |           |               |           |  |
|                                                            |           |               |           |  |
| Hurtado 24’                                                | Marcatori | 79’ Graziani  |           |  |

| 6 luglio 2005                                             | LDU Loja  | 1 – 1 referto | Deportivo Cuenca |  |
| \| \| \| \| \| Segura 58’ \| Marcatori \| 81’ Preciado \| |           |               |                  |  |
|                                                           |           |               |                  |  |
| Segura 58’                                                | Marcatori | 81’ Preciado  |                  |  |

| 6 luglio 2005 | Aucas | 0 – 0 referto | El Nacional |  |

| 6 luglio 2005                                              | Deportivo Quito | 2 – 0 referto | Barcelona |  |
| \| \| \| \| \| Baldeón 45’ Saritama 64’ \| Marcatori \| \| |                 |               |           |  |
|                                                            |                 |               |           |  |
| Baldeón 45’ Saritama 64’                                   | Marcatori       |               |           |  |

#### Ritorno
| 10 luglio 2005                                                                           | LDU Quito | 5 – 1 referto | Olmedo |  |
| \| \| \| \| \| García 31’, 59’ Ambrosi 70’ Salas 77’, 81’ \| Marcatori \| 26’ Burbano \| |           |               |        |  |
|                                                                                          |           |               |        |  |
| García 31’, 59’ Ambrosi 70’ Salas 77’, 81’                                               | Marcatori | 26’ Burbano   |        |  |

| 10 luglio 2005                                                              | El Nacional | 4 – 0 referto | Aucas |  |
| \| \| \| \| \| Lara 51’ Chalá 61’ Borja 65’ Quiñónez 83’ \| Marcatori \| \| |             |               |       |  |
|                                                                             |             |               |       |  |
| Lara 51’ Chalá 61’ Borja 65’ Quiñónez 83’                                   | Marcatori   |               |       |  |

| 10 luglio 2005                                                                                      | Deportivo Cuenca | 3 – 3 referto               | LDU Loja |  |
| \| \| \| \| \| Carnero 14’ Calderón 43’ González 92’ \| Marcatori \| 46’, 49’ Segura 52’ Capurro \| |                  |                             |          |  |
| |                  |                             |          |  |
| Carnero 14’ Calderón 43’ González 92’                                                               | Marcatori        | 46’, 49’ Segura 52’ Capurro |          |  |

| 10 luglio 2005                                             | Barcelona | 2 – 0 referto | Deportivo Quito |  |
| \| \| \| \| \| Kaviedes 56’ Delgado 71’ \| Marcatori \| \| |           |               |                 |  |
|                                                            |           |               |                 |  |
| Kaviedes 56’ Delgado 71’                                   | Marcatori |               |                 |  |

Barcelona e Deportivo Cuenca qualificati per miglior piazzamento nella fase a girone.

### Semifinali

#### Andata
| 13 luglio 2005                                               | Barcelona | 1 – 1 referto | El Nacional |  |
| \| \| \| \| \| Ayoví 16’ (rig.) \| Marcatori \| 84’ Borja \| |           |               |             |  |
|                                                              |           |               |             |  |
| Ayoví 16’ (rig.)                                             | Marcatori | 84’ Borja     |             |  |

| 13 luglio 2005                                                            | Deportivo Cuenca | 2 – 1 referto  | LDU Quito |  |
| \| \| \| \| \| González 39’ Carnero 68’ \| Marcatori \| 6’ (aut.) Mina \| |                  |                |           |  |
|                                                                           |                  |                |           |  |
| González 39’ Carnero 68’                                                  | Marcatori        | 6’ (aut.) Mina |           |  |

#### Ritorno
| 17 luglio 2005                                                         | El Nacional | 1 – 2 referto         | Barcelona |  |
| \| \| \| \| \| Castillo 45+1’ \| Marcatori \| 13’ Kaviedes 84’ Vera \| |             |                       |           |  |
|                                                                        |             |                       |           |  |
| Castillo 45+1’                                                         | Marcatori   | 13’ Kaviedes 84’ Vera |           |  |

| 17 luglio 2005                                                                    | LDU Quito | 3 – 1 referto | Deportivo Cuenca |  |
| \| \| \| \| \| Palacios 35’ Urrutia 50’ García 58’ \| Marcatori \| 29’ Carnero \| |           |               |                  |  |
|                                                                                   |           |               |                  |  |
| Palacios 35’ Urrutia 50’ García 58’                                               | Marcatori | 29’ Carnero   |                  |  |

### Finale

#### Andata
| 20 luglio 2005                                  | Barcelona | 1 – 0 referto | LDU Quito |  |
| \| \| \| \| \| Caicedo 45+2’ \| Marcatori \| \| |           |               |           |  |
|                                                 |           |               |           |  |
| Caicedo 45+2’                                   | Marcatori |               |           |  |

#### Ritorno
| 24 luglio 2005                                                     | LDU Quito | 3 – 0 referto | Barcelona |  |
| \| \| \| \| \| Espínola 5’ Salas 64’ Reasco 69’ \| Marcatori \| \| |           |               |           |  |
|                                                                    |           |               |           |  |
| Espínola 5’ Salas 64’ Reasco 69’                                   | Marcatori |               |           |  |

## Verdetti
- LDU Quito campione dell'Apertura
- LDU Quito in Coppa Libertadores 2006
- LDU Quito ed El Nacional in Copa Sudamericana 2005
- Deportivo Quevedo retrocesso
- ESPOLI promosso dalla Serie B.

## Classifica marcatori
| Gol |  |  | Giocatore          | Squadra          |
| --- |  |  | ------------------ | ---------------- |
| 21  |  |  | Wilson Segura      | LDU Loja         |
| 16  |  |  | Ariel Graziani     | LDU Quito        |
| 13  |  |  | Gabriel García     | LDU Quito        |
| 11  |  |  | Félix Borja        | El Nacional      |
| 10  |  |  | Christian Carnero  | Deportivo Cuenca |
| 10  |  |  | Otilino Tenorio    | El Nacional      |
| 9   |  |  | Johnny Baldeón     | Deportivo Quito  |
| 7   |  |  | Eduardo Hurtado    | Olmedo           |
| 7   |  |  | Fernando Rodríguez | Olmedo           |